# Schlacht von Benburb
Die Schlacht von Benburb (englisch Battle of Benburb, irisch Cath na Binne Boirbe) fand im Juni 1646 während der Irischen Konföderationskriege zwischen der konföderierten irischen Armee unter Owen Roe O’Neill und einer großteils schottischen Armee unter Robert Munro statt. Die Schlacht endete mit einem Sieg der irischen Truppen und besiegelte die Hoffnungen der schottischen Covenanters auf einen vergrößerten Einfluss in Irland.

## Hintergrund
Die Armee der Schotten (die sog. Covenanters) kamen 1642 nach Ulster, um die dortigen schottischen Siedler vor Übergriffen infolge der Irischen Rebellion zu schützen. Gleichzeitig versuchte man Irland zu erobern, den Katholizismus in Irland zu zerstören und den Presbyterianismus als Staatsreligion zu etablieren. Nach der Ankunft in Irland nahe Carrickfergus verbündete sich die Armee mit einer Truppe britischer Siedler aus Derry unter Robert Stewart. Bis 1643 hatte diese Armee Nord-Ulster von allen organisierten irischen Rebellen befreit, konnte jedoch nicht weiter nach Süden in ein Gebiet vorrücken, das von Owen Roe O’Neill (Kommandant der konföderierten Ulster-Armee) kontrolliert wurde.
Beide Seiten überfielen Gebiete des Gegners und töteten Zivilisten, so dass bis 1646 eine Art zerstörtes Niemandsland beide Seiten voneinander trennte. Keine Seite schaffte es im gegnerischen Gebiet Fuß zu fassen und seinen Einfluss auszudehnen. O’Neill sagte einst über das zerstörte Gebiet, es sehe nicht nur aus wie eine Einöde, sondern wie die Hölle.
1646 versuchten Munro und Stewart erneut, gemeinsam (mit 6000 Mann) in das Gebiet von O’Neill einzudringen – manche Quellen behaupten, es sei der Versuch gewesen, die konföderierte Hauptstadt Kilkenny zu erobern, andere sprechen lediglich von einem größeren Raubzug. O’Neill, ein sehr vorsichtiger General, hatte es in der Vergangenheit vermieden, verlustreiche Feldschlachten zu schlagen, und war erst kurz zuvor vom päpstlichen Nuntius in Irland, Giovanni Battista Rinuccini, mit Musketen, Munition und Geld aufgerüstet worden. Dies erlaubte es ihm, bis zu 5000 Mann zu befehligen. Allerdings besaßen die Covenanters sechs Kanonen, die irische Armee keine einzige.

## Die Schlacht
Munro ging davon aus, dass O’Neill das Grenzgebiet meiden würde, und marschierte daher mit seiner Armee fast 25 km in das Gebiet von O’Neill hinein, um die Armee von O’Neill, die sich bei Benburb (im heutigen County Tyrone) aufhielt, anzugreifen. Doch während Munros Männer durch den langen Marsch müde und geschwächt waren, waren die irischen Soldaten ausgeruht. Munros Truppen positionierten sich mit dem River Blackwater im Rücken, während O’Neills Männer auf einer kleinen Anhöhe Position bezogen.
Die Schlacht begann damit, dass Munros Artillerie auf die irische Position feuerte, ohne jedoch großen Schaden anzurichten. Die schottische Kavallerie griff daraufhin die irische Infanterie an, war aber nicht in der Lage, die Formation der Pikeniere und Musketiere zu durchbrechen. Nach diesem ersten erfolglosen schottischen Angriff rückte die irische Infanterie vor und trieb so ihre Gegner in Richtung des Flusses. An diesem Punkt machte sich die Müdigkeit von Munros Armee bemerkbar; der Rückzug verlief planlos und letztendlich brach die gesicherte Formation zusammen. Musketenbeschüsse aus nächster Nähe mit anschließendem Kampf Mann-gegen-Mann mit Schwerten und Scians (irischen Messern mit langen Klingen) veranlasste schließlich die Kavallerie und kurz darauf auch die Infanterie zur überstürzten Flucht. Ein Großteil der 2000 bis 3000 getöteten Soldaten starb auf der Flucht – entweder durch das feindliche Schwert oder durch Ertrinken. Lediglich 300 irische Soldaten kamen ums Leben.
Benburg war nicht die einzige Feldschlacht zwischen 1641 und 1653, die eine konföderierte irische Armee gewinnen konnte. O’Neills Armee war sehr diszipliniert und gut trainiert – im Gegensatz zu den irischen Armeen, die im Jahr 1647 bei Dungans Hill und Knocknauauss verloren.
O’Neill Sieg brach den schottischen Drang Irland zu erobern. Obwohl auch weiterhin schottische Truppen rund um Carrickfergus stationiert waren, bildeten diese doch bis zum Ende des Krieges keine wirkliche Gefahr für die irischen Truppen.